# 超級樂團
超級樂團（英語：Supergroup, Superband）是起源於1960年代晚期的詞語，用來指稱由已具備知名度的音樂家所組的搖滾樂團，但現也適用在搖滾以外的流行樂團，稱為期間限定團體。它的壽命普遍不長，時常在發行一、二張專輯作品後即解散，但也有少數是長期經營。超級樂團有時是音樂家的「周邊計畫」，在短期內為達到特定目的而成立。

## 舉例
- 縱貫線 (樂團)
- 奶油樂隊
- 盲目信仰乐團
- AxeWound
- We Are Harlot
- S.K.I.N.
- LSD